# Antonín Janoušek

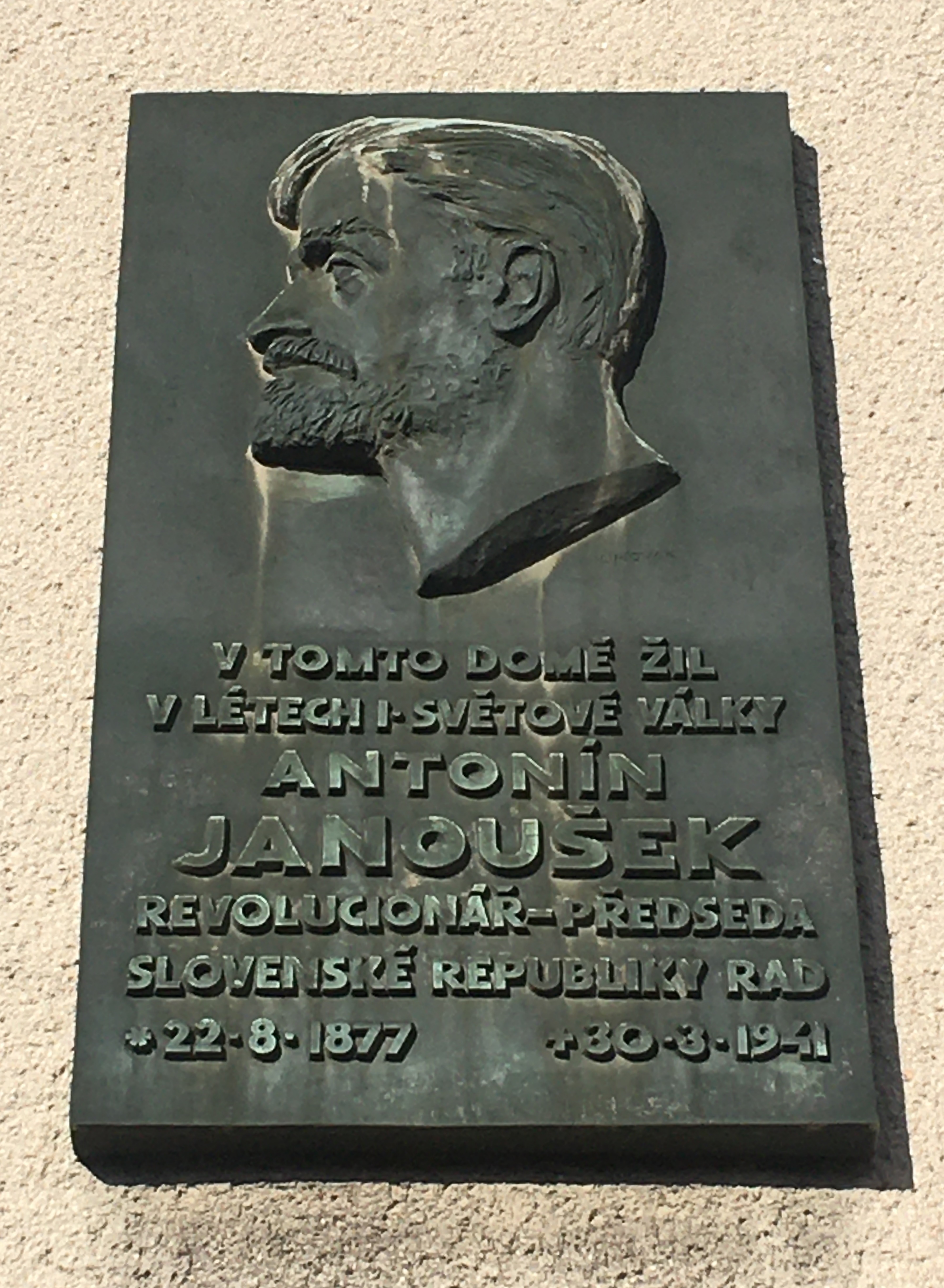
Pamětní deska v Kladně v Unhošťské ulici od Ladislava Nováka

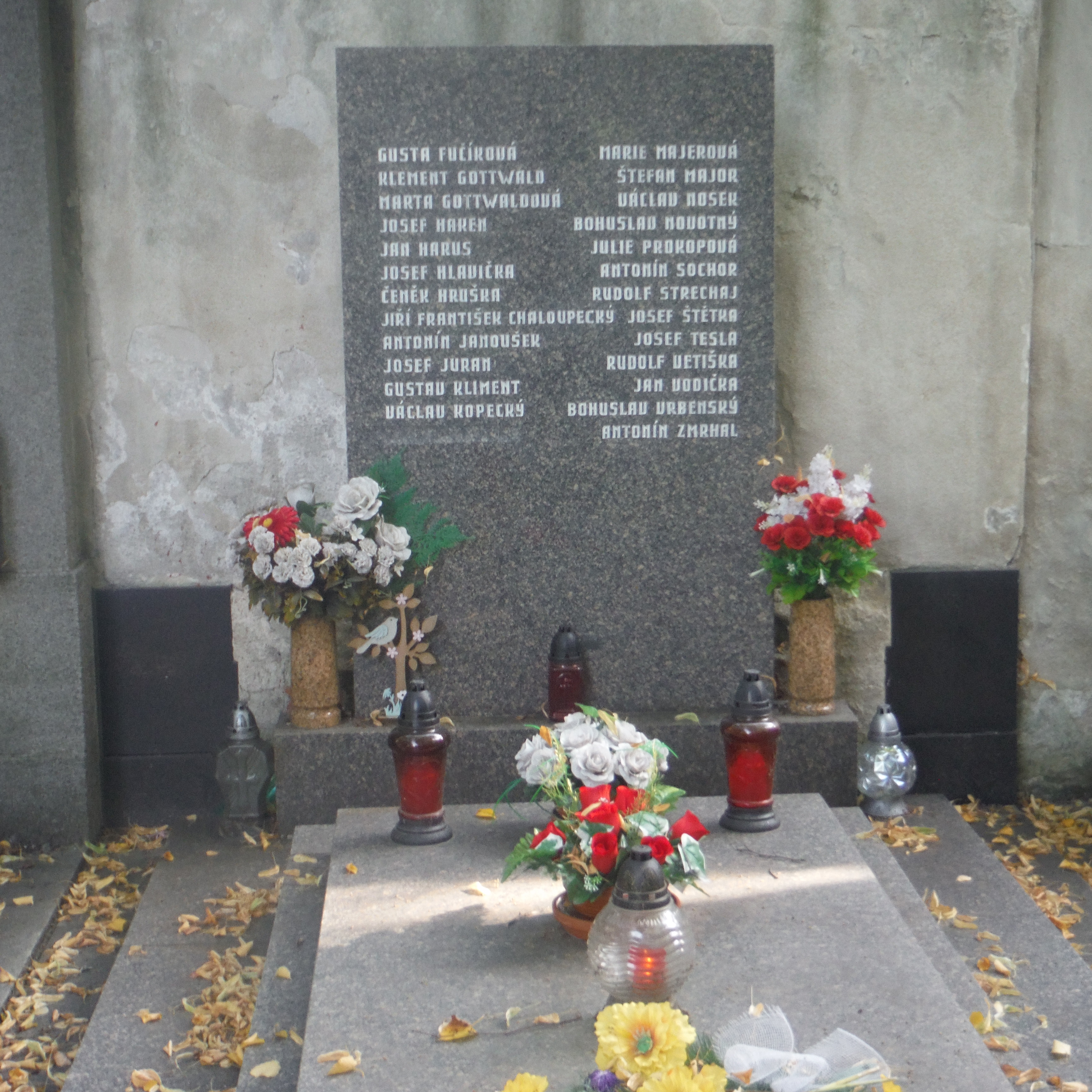
Společný hrob na Olšanech

Antonín Janoušek (22. srpna 1877 Nymburk – 30. března 1941 Moskva) byl český novinář a komunistický politik.

## Život
V roce 1895 se stal členem sociálnědemokratické strany. V roce 1906 se stal dělnickým novinářem a funkcionářem dělnických spolků v někdejším Rakousko-Uhersku.
Od roku 1918 žil v Budapešti, kde pracoval jako dopisovatel kladenských novin Svoboda. Koncem roku 1918 se zapojil do událostí během komunistického převratu v Maďarsku. V roce 1919 vedl českou a slovenskou sekci v ústředním výboru Maďarské komunistické strany.
Po vpádu revolučních maďarských jednotek na Slovensko vyhlásil dne 20. června 1919 v Prešově Slovenskou republiku rad a sám se stal členem jejího Revolučního výkonného výboru a předsedou Revoluční vládní rady. Dne 7. července 1919 československé jednotky vytlačily maďarská vojska z území Československa a Slovenská republika rad zanikla.
Po pádu Maďarské republiky rad v srpnu 1919 byl vězněn v Maďarsku a později v roce 1920 ho Horthyho režim odsoudil a vydal československým úřadům.
V roce 1920 obdržel 2 hlasy (ze 411 platných) v československých prezidentských volbách.
V roce 1921 se pokusil o ilegální přechod do Sovětského svazu, byl zatčen a obviněn z vlastizrady.
Po intervenci Sovětského svazu a udělení sovětského občanství se tam v 1922 přestěhoval a stal se zmocněncem Mezinárodní dělnické pomoci. Žil v ruské republice Čuvašsko, v jejím hlavním městě Čeboksary, kde založil sirotčinec. Zemřel v roce 1941 přirozenou smrtí.

## Rodina
- dcera Oktava[5]
- syn Otto[5]
- syn Jaroslav Janoušek (též pod jménem Pravoslav) – důstojník NKVD, po roce 1948 v službách StB, znám jako brutální vyšetřovatel[6][7][8]

## Památka
V létech I. světové války žil na Kladně v Unhošťské ulici, kde má pamětní desku od akad. sochaře Ladislava Nováka. V Čeboksarech a v Českých Budějovicích jsou po něm pojmenovány ulice. Jeho urna byla po roce 1989 vložena do společného hrobu (č. 137) významných členů KSČ na Olšanských hřbitovech.